# Центральний клуб (Японська імперія)
«Клуб Тюо» (яп. 中央倶楽部, досл. «Центральний клуб»)— японська політична партія що діяла в Японській імперії на початку 20 століття.

## Історія
Японська політична партія яка була відома за назвою «Центральний клуб» була заснована в березні 1910 року групою з приблизно 50 членів парламенту Японської імперії, які раніше були членами «Клубу Бошин» і «Клуб однодумців» та незалежними депутатами які не належали до жодної політичної фракції, одначе які вирішили вступити до «Центрального клубу» після переговорів між Хідою Кагеюкі з «Клубу Бошин» і Накамурою Яроку та Адаті Кензо з «Клуб однодумців» разом із втручанням міністра сільського господарства та торгівлі Японської імперії пана Оури Канетаке. «Центральний клуб» зберіг колишню асоціацію партій із фракцією армії, яку очолюють Ямаґата Арітомо та Кацура Таро.
На виборах 1912 року в Японській імперії, «Центральний клуб» отримав менше число голосів і тому вони скоротили чисельність своїх представників в парламенті Японської імперії до 31 місця. Через це в лютому 1913 року «Центральний клуб» припинив своє існування коли вони вирішили об'єдналася з японської реформістською фракцією «Ріккена Кокумінто», щоб сформувати «Асоціацію товаришів Конституції».

## Рекомендована література
- Fukui, Haruhiro (1985). Political parties of Asia and the Pacific. Greenwood Press. с. 457—458.

1. 1 2  Haruhiro Fukui (1985) Political parties of Asia and the Pacific, Greenwood Press, pp457–458